# Cantón de Arcachón
El cantón de Arcachón era una división administrativa francesa, que estaba situada en el departamento de Gironda y la región de Aquitania.

## Composición
El cantón estaba formado por la comuna que le daba su nombre:
- Arcachón

## Supresión del cantón de Arcachón
En aplicación del Decreto nº 2014-192 de 20 de febrero de 2014, el cantón de Arcachón fue suprimido el 22 de marzo de 2015 y su comuna pasó a formar parte del nuevo cantón de La Teste-de-Buch.